# State Street
State Street Corporation (State Street lub SSC) – amerykańska korporacja finansowa z siedzibą w Bostonie, której historia sięga 1792 roku. Na 2024 rok, przedsiębiorstwo zarządzało aktywami o wartości 4,715 bln USD.
Jeden z największych światowych dostawców usług finansowych dla inwestorów instytucjonalnych. W roku 1974 został utworzony bank komercyjny, który przekształcając się w różne instytucje finansowe stał się w końcu w 2004 roku firmą State Street. 
State Street obsługuje ok. 70% funduszy inwestycyjnych w Stanach Zjednoczonych oraz 37% funduszy emerytalnych. W Japonii jej udział na rynku funduszy wynosi ok. 30%, natomiast w Niemczech, Kanadzie i Wielkiej Brytanii po około 20%.

## Historia

### Początek działalności jako morski bank handlowy (1792–1899)
Początki State Street sięgają 1792 roku. Wówczas swoją działalność rozpoczął Union Bank – trzeci komercyjny bank w Bostonie wspierający działalność handlową tamtejszego portu morskiego. Siedziba banku znajdowała się na rogu ulic State i Exchange w centrum miasta. W 1865 roku Union Bank uzyskał pozwolenie na działalność ogólnokrajową i zmienił nazwę na National Union Bank of Boston. Widocznym znakiem tej tradycji jest obecne logo State Street – statek morski z rozwiniętymi żaglami.
W 1891 roku Third National Bank powołał State Street Deposit & Trust Company. Wkrótce Third National Bank połączył się z Sawmut Bank a wkrótce po tym wydarzeniu State Street Trust Company uzyskało niezależność.

### Tworzenie tożsamości (1900–1969)
W latach 1900–1925 depozyty State Street Trust wzrosły z 2 milionów do 40 milionów dolarów. W 1924 roku State Street Trust został wybrany na depozytariusza pierwszego amerykańskiego funduszu powierniczego przez Massachusetts Investors Trust.
W 1925 roku nastąpiła fuzja National Union Bank ze Strate Street Trust, a wysokość połączonych depozytów wyniosła 57 milionów $.
Rozwój przedsiębiorstwa przyspieszył dzięki fuzjom i przejęciom, z którym najważniejsze to połączenie z Second National Bank w 1955 oraz wcielenie Rockland Atlas National Bank w 1961 roku.
W 1964 roku otworzono oddział w Nowym Jorku. Jedną z głównych postaci tego okresu był Allan Forbes.

### Nowa strategia rozwoju – lata 70. XX wieku
Symbolicznym początkiem globalnej działalności State Street jest otwarcie biura w Monachium w 1970 roku. W latach 70. nastąpiła także zmiana strategii rozwoju. Pod przywództwem Wiliama Edgerly środek ciężkości przerzucono z działalności komercyjnej na usługi finansowe, działalność inwestycyjną, powierniczą i administrację papierów wartościowych. Zmiana strategii wymagała także wsparcia technologicznego i rozwoju systemów informatycznych. W 1977 roku zmieniono nazwę przedsiębiorstwa na State Street Boston Corporation.

### Globalny rozwój – lata 80. i 90. XX wieku
W latach 80. i 90. utworzonych zostało wiele oddziałów State Street za granicą, m.in. w Montrealu, Toronto, Londynie, Paryżu, na Kajmanach, w Dubaju, Sydney, Melbourne, Wellington, Hongkongu, Tajpej i Tokio, a State Street stało się rozpoznawalną globalnie marką. W 1992 bank State Street jako pierwszy bank zagraniczny został wybrany depozytariuszem szwajcarskich funduszy emerytalnych. W tym samym roku otworzono także centrum obsługi w Luksemburgu, które dołączyło do Bostonu, Londynu, Hongkongu i Tokio w dostarczaniu usług rynku kapitałowego dla klientów dostępnych 24 godziny na dobę. W 1996 roku aktywa w depozycie przekroczyły 3 biliony dolarów, a nazwę przedsiębiorstwa zmieniono podkreślając międzynarodowy zakres działalności ze State Street Boston Corporation na State Street Corporation.

## State Street współcześnie
Przedsiębiorstwo jest notowane na Giełdzie Nowojorskiej (NYSE) pod symbolem STT.
State Street Corporation dzieli się na 4 dywizje:
- SSGA (State Street Global Advisors) – doradztwo inwestycyjne i planowanie aktywnych lub pasywnych strategii dla inwestorów instytucjonalnych, operator dwóch największych na świecie funduszy indeksowych – S&P 500 SPDR oraz GLD ETF
- SSGX (State Street Global Exchange) – dywizja odpowiedzialna m.in. za badania i doradztwo, analizę wydajności i ryzyka portfela inwestycji
- SSGM (State Street Global Markets) – szeroki zakres usług z wykorzystaniem nowoczesnych platform transakcyjnych pozwalających opracować efektywne strategie inwestowania i ochronę wartości portfela inwestycji, badania i ekspertyzy rynków światowych
- SSGS (State Street Global Services) – kompleksowa obsługa inwestorów instytucjonalnych: prowadzenie księgowości funduszy inwestycyjnych, wycena funduszy, przygotowywanie sprawozdań finansowych[6].

W listopadzie 2011 r. State Street zostało wymienione przez G20 wśród 29 banków o kluczowym znaczeniu dla światowego systemu finansowego.
W pierwszym kwartale 2014 roku obroty State Street przekroczyły 11 miliardów dolarów co, biorąc pod uwagę obecną liczbę pracowników na całym świecie (29 tysięcy), czyni State Street największym podmiotem zarządzającym aktywami na świecie. State Street jest bankiem powierniczym dla aktywów o wartości ponad 27 bilionów dolarów i bezpośrednio zarządza aktywami wartymi około 3 bilionów dolarów.
W styczniu 2019 roku State Street ogłosiło plan zwolnienia 1500 pracowników, zwiększając liczbę do 2300 w lipcu. W tym okresie firma przeniosła siłę roboczą ze Stanów Zjednoczonych do krajów takich jak Chiny, Indie i Polska. Zwiększone zatrudnienie za granicą spowodowało wzrost zatrudnienia netto o ponad 3000 osób.

## State Street w Polsce

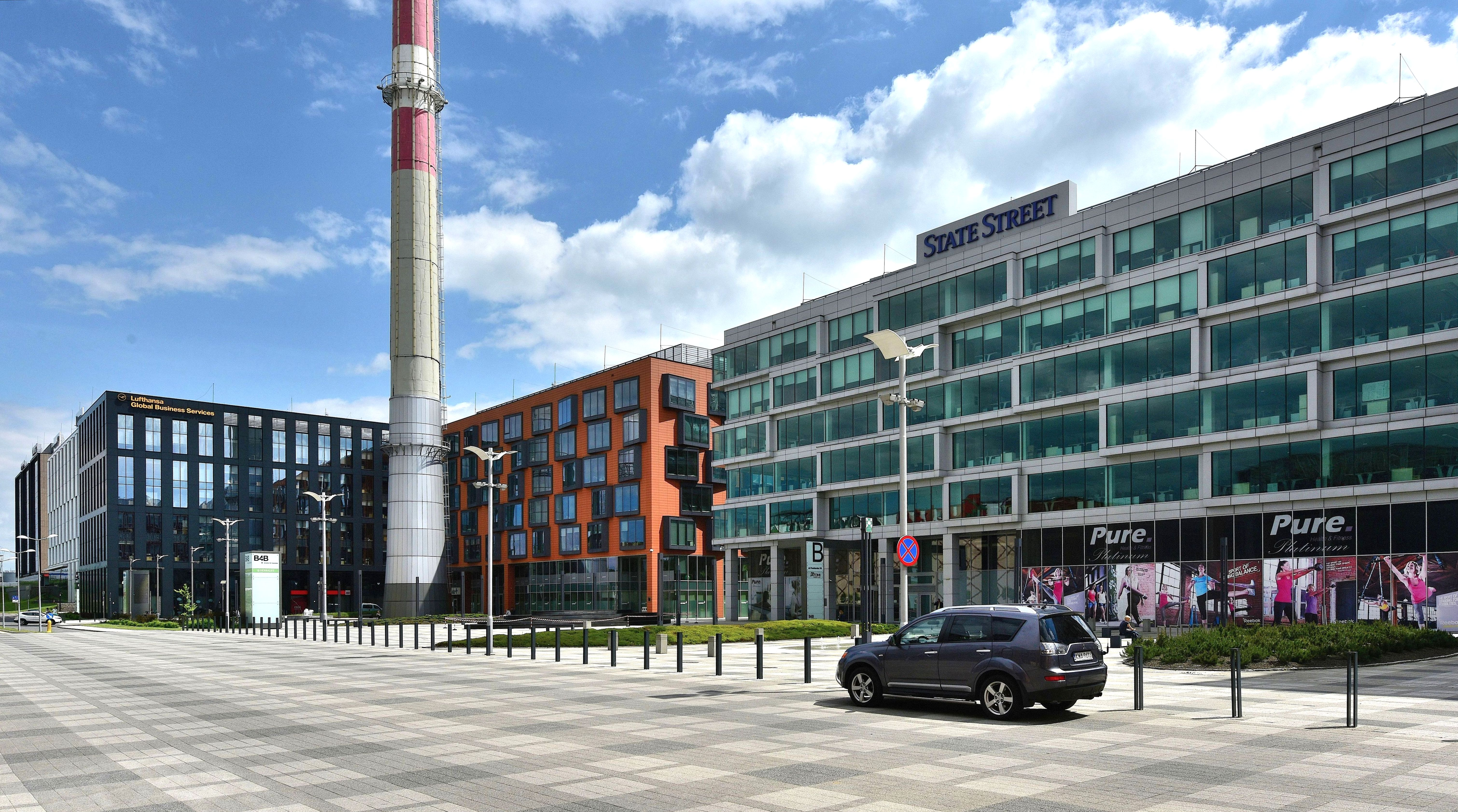
Była siedziba firmy w kompleksie Bonarka przy ul. Puszkarskiej w Krakowie

State Street utworzyło swój pierwszy oddział w Polsce w Krakowie w listopadzie 2007, wybierając to miejsce jako strategiczną lokalizację w regionie Europy Środkowo-Wschodniej.
W 2008 roku przedsiębiorstwo liczyło 150 pracowników i planowało zwiększenie zatrudnienia do około 1 tys. osób. Cel ten został przekroczony a doniesienia z 2012 roku świadczyły o dalszych planach rozwoju i utworzenia około 600 nowych miejsc pracy w ciągu kolejnych 3 lat, jako że branża usług finansowych i centrów usług wspólnych rozwijała się bardzo dynamicznie pomimo kryzysu gospodarczego. Od listopada 2013 roku firma State Street Polska została przekształcona w polski oddział niemieckiego State Street Bank GmbH. W 2014 roku w State Street Bank, Oddział w Polsce. Obecnie firma zatrudnia ponad 4500 osób i planowane jest kolejne zwiększenie zatrudnienia.
Funkcjonują krakowskie biura:
- Centrum Biurowe Kazimierz, które jest główną siedzibą w Polsce[15],
- BIG Building przy ul. Generała Bohdana Zielińskiego

W kwietniu 2012 roku GTC S.A. – deweloper będący właścicielem Centrum Biurowego Kazimierz ogłosił przedłużenie umowy wynajmu powierzchni biurowej przez State Street o kolejnych 10 lat.
W marcu 2016 otworzone zostało nowe biuro w Gdańskiej Alchemii, które zatrudnia na 2023 rok ponad 2 tys. pracowników.
Profil działalności w Polsce obejmuje przede wszystkim: zarządzanie księgowością funduszy inwestycyjnych, wycenę aktywów (w tym papierów wartościowych), wycenę funduszy indeksowych i innych instrumentów pochodnych, analizy inwestycyjne, obsługę funduszy. Pracownicy krakowskich oddziałów świadczą usługi oparte na wiedzy dla największych inwestorów instytucjonalnych z 9 krajów europejskich i USA. Oddział State Street w Polsce zajmuje się również wewnętrzną obsługą księgową europejskich lokalizacji przedsiębiorstwa.

## Kontrowersje

### Nieustraszona Dziewczynka
W marcu 2017 r. State Street Global Advisors wykonanie posągu Nieustraszonej Dziewczynki i umieściło go na Wall Street, przed posągiem Charging Bull. Posąg jest reklamą funduszu indeksowego, który obejmuje zróżnicowane pod względem płci firmy, w których wyższy odsetek kobiet stanowi kadra kierownicza wyższego szczebla. Podczas gdy niektórzy postrzegali go jako zachętę dla kobiet w biznesie, niektóre kobiety krytykowały posąg jako korporacyjny feminizm, który narusza ich własne zasady feministyczne.